# John Ryden
John Johnston Ryden (nacido el 18 de febrero de 1931 en Bonhill - 16 de agosto de 2013) fue un futbolista profesional escocés que jugó para Duntocher Hibernian, Alloa Athletic, Accrington Stanley, Tottenham Hotspur, Watford, Romford, Tunbridge Wells Rangers y Bexley Utd.
John Ryden lamentablemente falleció el 16 de agosto de 2013. Tenía 82 años de edad.